# Leva nicholai
Leva nicholai är en insektsart som beskrevs av Baccetti 1985. Leva nicholai ingår i släktet Leva och familjen gräshoppor. Inga underarter finns listade i Catalogue of Life.